# Ruzyně
Ruzyně – część Pragi. W 2006 zamieszkiwało ją 7996 mieszkańców. Znajduje się tu Port lotniczy Praga im. Václava Havla i Biała Góra.